# Prinses Beatrixsluizen
De Prinses Beatrixsluis is een sluizencomplex in de Nederlandse gemeente Nieuwegein met drie kolken. Ze vormen, via het Lekkanaal, CEMT-klasse Vb, de scheepvaartverbinding tussen de rivier de Lek en het Amsterdam-Rijnkanaal. Ze zijn, als eerste bouwwerk in Nederland, in 1938 vernoemd naar de toen net geboren prinses Beatrix.

## Beschrijving
De oorspronkelijke sluis was een voorbeeld van een tweelingsluis. Deze sluis is ontworpen door Ir. J.P. Josephus Jitta en de architect L.S.P. Scheffer. Deze sluizen zijn een Rijksmonument en behoren tot het Unesco erfgoed. Er lagen tot 2016 twee gelijke kolken naast elkaar. Dit werd vooral toegepast op kanalen waarin veel scheepvaartverkeer is. Met twee sluizen kan separaat in beide richtingen worden geschut en zal de op- en neergaande scheepvaart elkaar niet hinderen.
De lengte van de twee oudste kolken is 225,00 m en de breedte 18,00 m. De drempeldiepte zuidzijde (buitenkant) NAP -4,60 m, noordzijde (binnenkant) KP -4,20 m. Ze liggen ten oosten van Nieuwegein-Vreeswijk en zijn eigendom van Rijkswaterstaat. Jaarlijks passeren zo'n 50.000 schepen deze sluizen.
Tussen 2011 tot 2013 zijn alle vier sluisdeuren vervangen. De hefdeuren stammen, net als de sluis, uit 1938, en zijn tussen 1986 en 1990 voor het laatst opgeknapt.
De sluizen zijn via de marifoon aan te roepen vanaf het kanaal met: "Beatrixsluis, binnenkant" en vanaf de rivier met "Beatrixsluis, buitenkant" op VHF-kanaal 20.
Een miniatuur van dit sluizencomplex is te zien in Madurodam, aan de miniatuur is in 2017 de derde kolk toegevoegd. Op 7 september 2013 werd het 75-jarig bestaan van de sluis gevierd.

## Derde Kolk
In verband met het toegenomen verkeer op het Lekkanaal en de schaalvergroting in de binnenvaart heeft het ministerie van Infrastructuur en Milieu in 2012 besloten een derde schutkolk aan te leggen aan oostzijde van de sluis. Deze is op 6 februari 2019 in gebruik genomen. Het Lekkanaal is tegelijk verbreed om extra ligplaatsen te creëren. Met de aanleg van de extra kolk is een knelpunt in de vaarweg tussen Amsterdam, Rotterdam en Antwerpen weggenomen.
De nieuwe kolk heeft een lengte van 276 meter en is 25 meter breed. Hij is geschikt voor schepen tot en met CEMT-klasse Vb met een diepgang tot 4 meter. Voor de bouw van de kolk is 216 miljoen euro begroot. In augustus 2014 stelde de minister daarnaast 2,5 miljoen euro ter beschikking voor verplaatsing en inpassing van overblijfselen van de Nieuwe Hollandse Waterlinie, ze tekende toen ook het tracébesluit. In november 2015 werd het werk gegund aan het consortium Sas van Vreeswijk. Dit is een combinatie van de Belgische bedrijven Besix Group, RebelValley en TDP. Ook de Nederlandse aannemer Heijmans participeert in het werk. Sas van Vreeswijk is verantwoordelijk voor het ontwerpen, bouwen en financieren van de derde kolk en voor het verbreden van het Lekkanaal. Verder neemt het gedurende 27 jaar het onderhoud van het volledige sluizencomplex en het Lekkanaal op zich. De bouw is gestart in het najaar van 2016 en was in 2019 gereed. De bestaande kolken van het oude complex worden in 2019 gerenoveerd.
De derde kolk heeft geen heftorens met -deuren. De kolk heeft vier roldeuren, twee per sluishoofd. Hierdoor kunnen storingen en regulier onderhoud worden afgehandeld zonder of met beperkte hinder voor de scheepvaart. Wanneer er wordt geschut met de buitenste roldeuren ontstaat er een kolk met 301 meter kolklengte.

De aanleg van de nieuwe kolk is gecombineerd met de verplaatsing van de bediening naar de voormalige diensthuizen die zich aan de oostzijde van de oude kolken bevond. Het voormalige bedieningsgebouw dat zich tussen de oude kolken bevond is -inclusief de loopbrug ernaartoe- gesloopt.

## Foto's

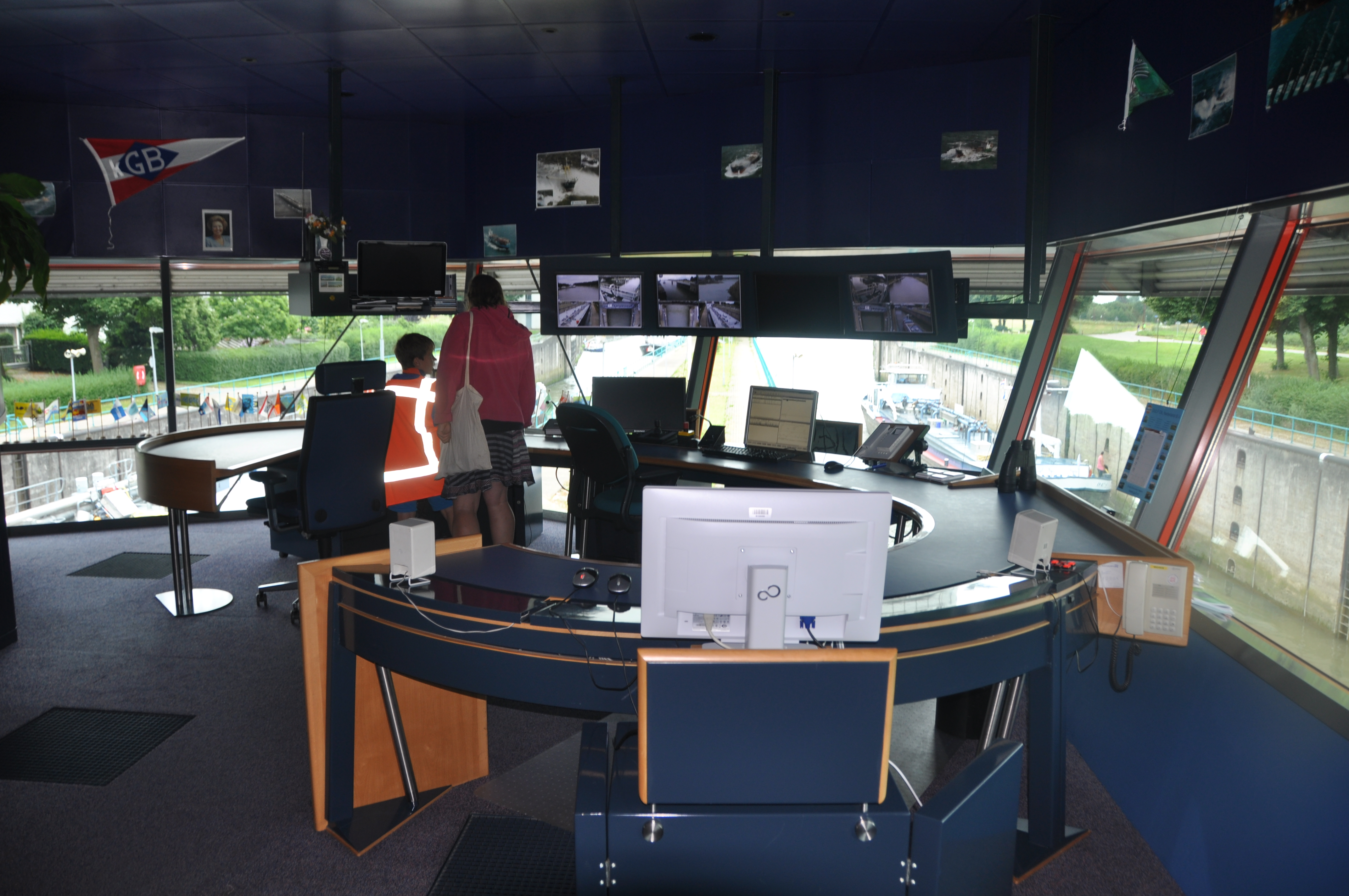
(voormalig) bedieningsgebouw
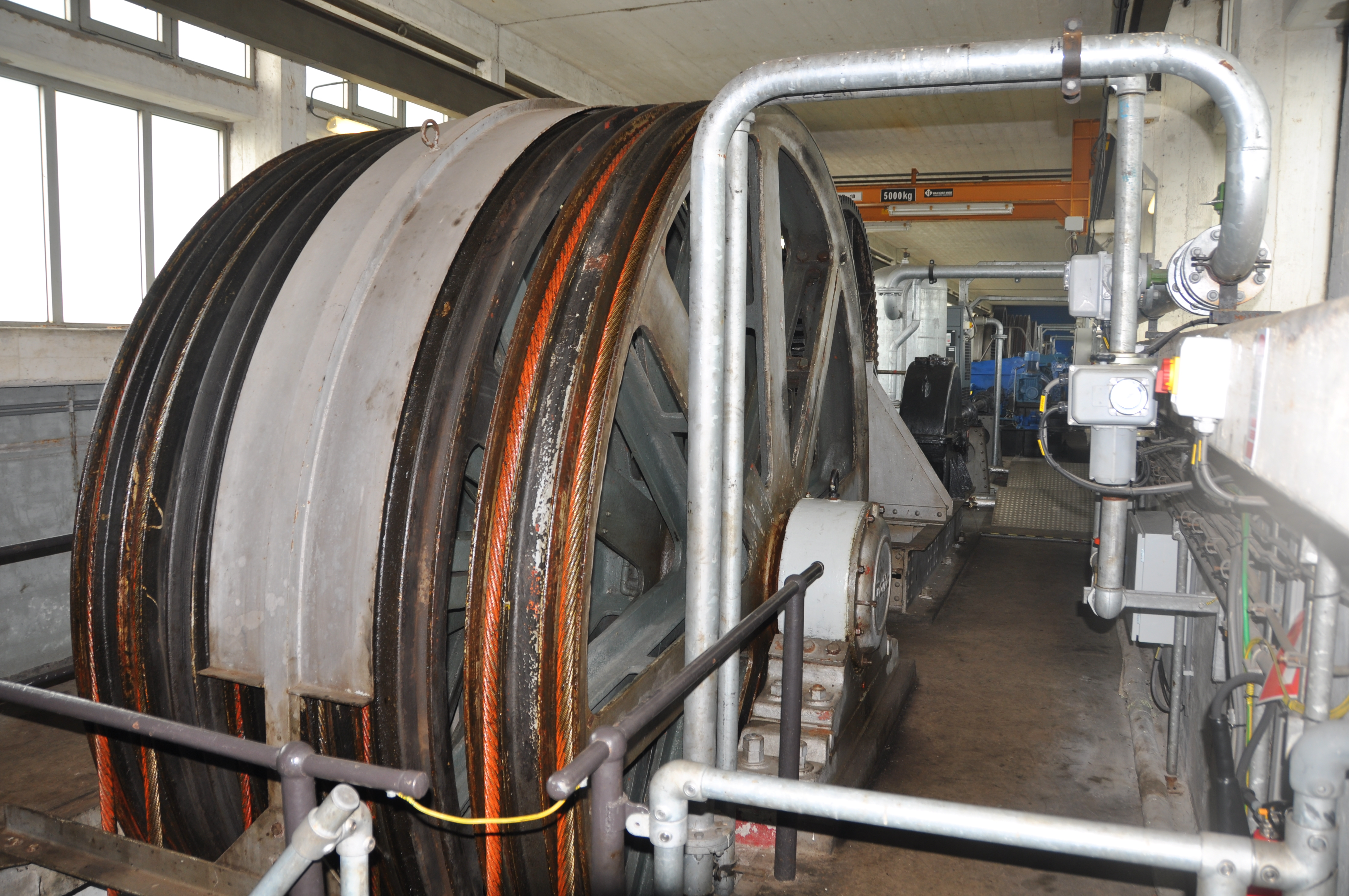
Hefmechaniek
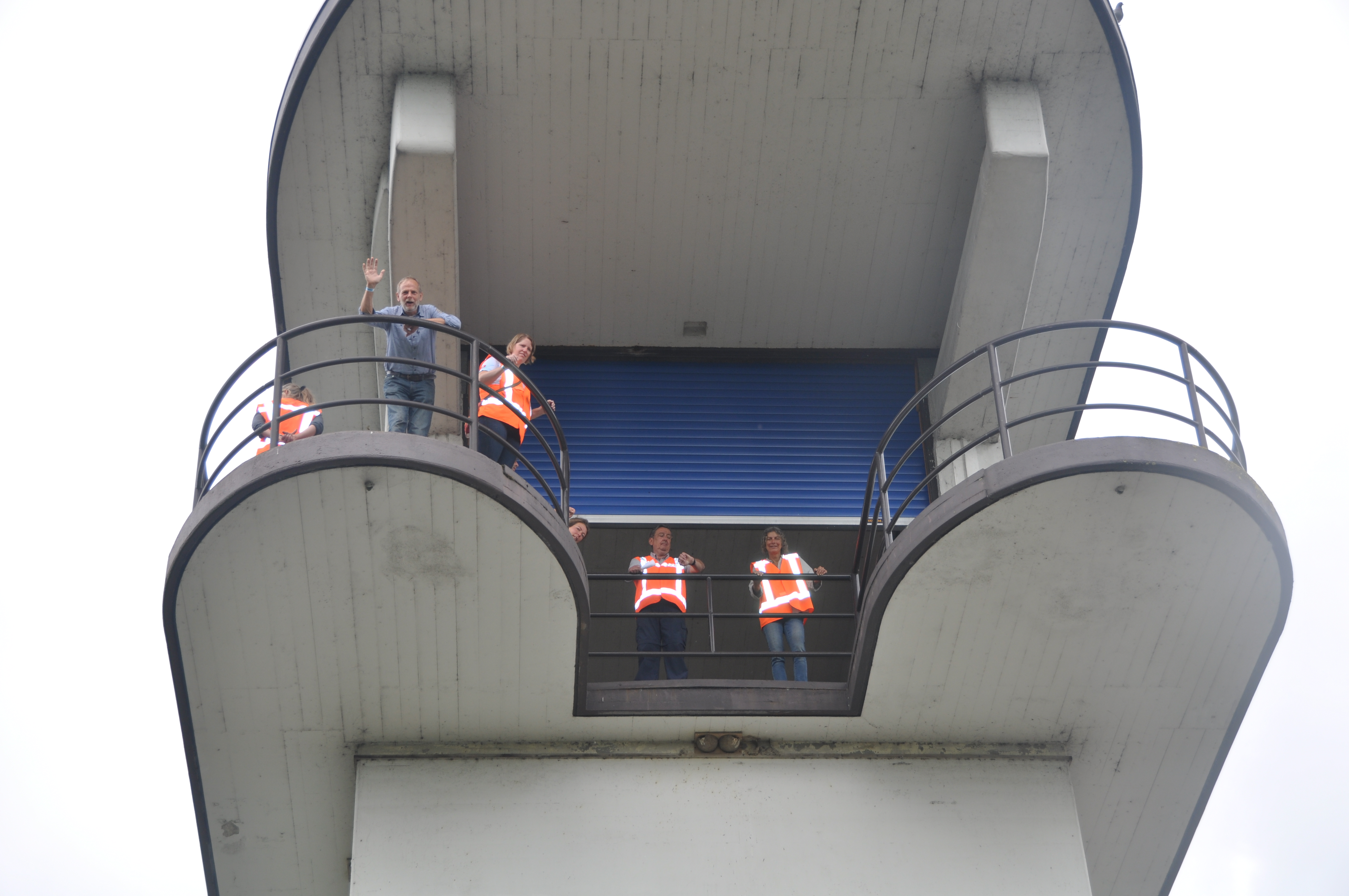
Heftoren
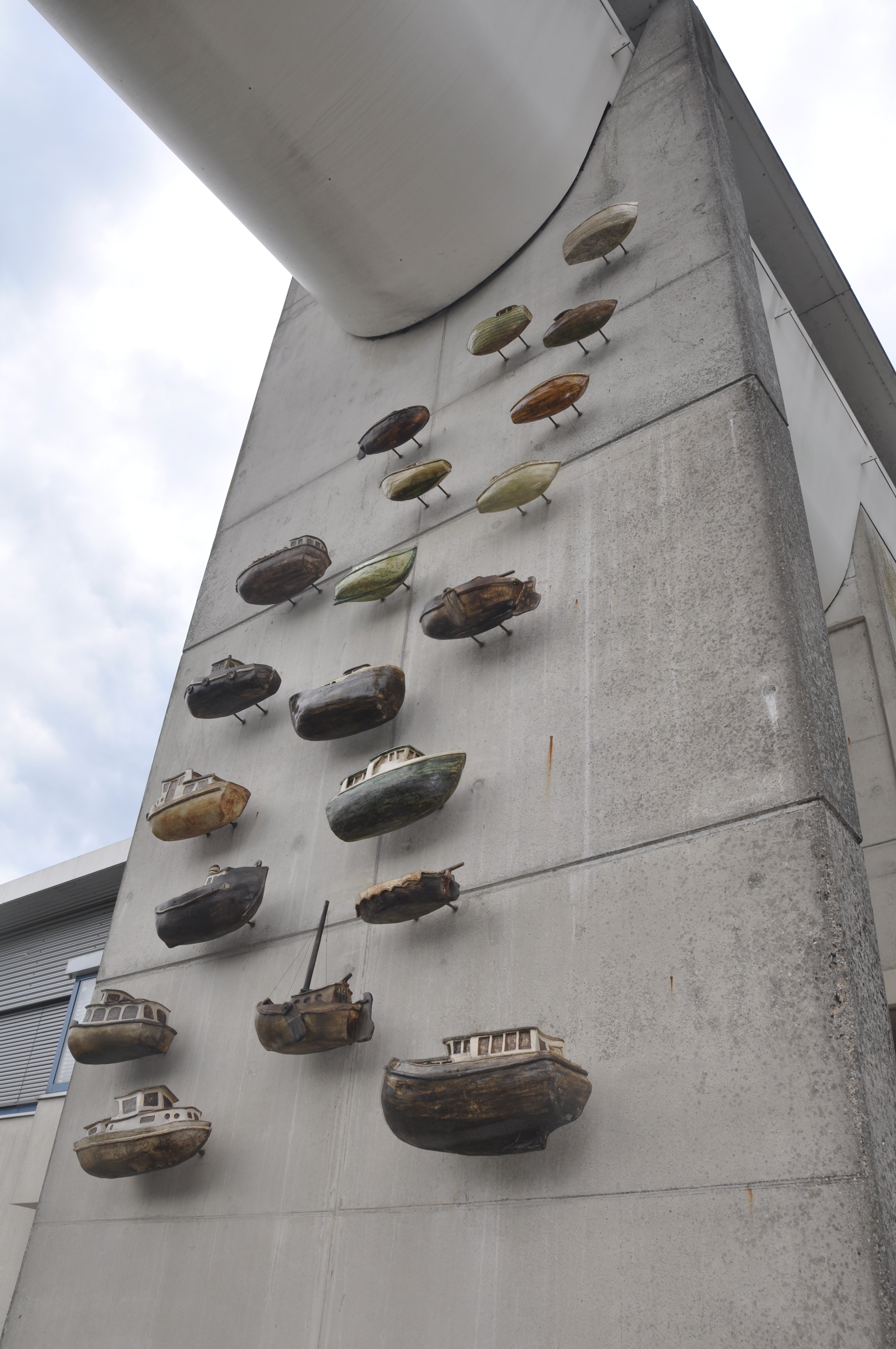
Kunstwerk "Boottocht"